# Intentie
Intentie (Latijn: intentio) is het voornemen een handeling te verrichten. Het gaat daarmee vooraf aan gedrag, al wil dit niet zeggen dat elke intentie ook daadwerkelijk verricht of volledig uitgevoerd wordt. Indien een voorgenomen handeling niet voltooid wordt, is er sprake van een poging.
In het strafrecht wordt gesproken van opzet indien er voor een strafbaar feit sprake was van een duidelijke intentie. Tevens kent het strafrecht het begrip voorwaardelijk opzet voor gevallen waarin er geen intentie kan worden bewezen, maar waarin de dader of pleger wel bedacht had behoren te zijn op een bepaald gevolg van zijn of haar gedraging.
Volgens de theorie van gepland gedrag is intentie de belangrijkste factor voor gepland gedrag en volgt die intentie weer uit drie factoren; het belang dat aan het gedrag en het gevolg daarvan wordt gehecht, hoe de omgeving over dat gedrag denkt en de ingeschatte vaardigheid.
|                     |                     |                     |                     |                     |                     |  |  | Gedragsovertuiging     | Gedragsovertuiging     | Gedragsovertuiging     | Gedragsovertuiging     | Gedragsovertuiging     | Gedragsovertuiging     |  |  | Attitude                                              | Attitude                                              | Attitude                                              | Attitude                                              | Attitude                                              | Attitude                                              |  |  |          |          |          |          |          |          |  |  |        |        |        |        |        |        |
|                     |                     |                     |                     |                     |                     |  |  | Gedragsovertuiging     | Gedragsovertuiging     | Gedragsovertuiging     | Gedragsovertuiging     | Gedragsovertuiging     | Gedragsovertuiging     |  |  | Attitude                                              | Attitude                                              | Attitude                                              | Attitude                                              | Attitude                                              | Attitude                                              |  |  |          |          |          |          |          |          |  |  |        |        |        |        |        |        |
|                     |                     |                     |                     |                     |                     |  |  |                        |                        |                        |                        |                        |                        |  |  |                                                       |                                                       |                                                       |                                                       |                                                       |                                                       |  |  |          |          |          |          |          |          |  |  |        |        |        |        |        |        |
| Achtergrondfactoren | Achtergrondfactoren | Achtergrondfactoren | Achtergrondfactoren | Achtergrondfactoren | Achtergrondfactoren |  |  | Normatieve opvattingen | Normatieve opvattingen | Normatieve opvattingen | Normatieve opvattingen | Normatieve opvattingen | Normatieve opvattingen |  |  | Subjectieve normen                                    | Subjectieve normen                                    | Subjectieve normen                                    | Subjectieve normen                                    | Subjectieve normen                                    | Subjectieve normen                                    |  |  | Intentie | Intentie | Intentie | Intentie | Intentie | Intentie |  |  | Gedrag | Gedrag | Gedrag | Gedrag | Gedrag | Gedrag |
| Achtergrondfactoren | Achtergrondfactoren | Achtergrondfactoren | Achtergrondfactoren | Achtergrondfactoren | Achtergrondfactoren |  |  | Normatieve opvattingen | Normatieve opvattingen | Normatieve opvattingen | Normatieve opvattingen | Normatieve opvattingen | Normatieve opvattingen |  |  | Subjectieve normen                                    | Subjectieve normen                                    | Subjectieve normen                                    | Subjectieve normen                                    | Subjectieve normen                                    | Subjectieve normen                                    |  |  | Intentie | Intentie | Intentie | Intentie | Intentie | Intentie |  |  | Gedrag | Gedrag | Gedrag | Gedrag | Gedrag | Gedrag |
|                     |                     |                     |                     |                     |                     |  |  |                        |                        |                        |                        |                        |                        |  |  |                                                       |                                                       |                                                       |                                                       |                                                       |                                                       |  |  |          |          |          |          |          |          |  |  |        |        |        |        |        |        |
|                     |                     |                     |                     |                     |                     |  |  | Beheersingsovertuiging | Beheersingsovertuiging | Beheersingsovertuiging | Beheersingsovertuiging | Beheersingsovertuiging | Beheersingsovertuiging |  |  | Ingeschatte beheersing van gedrag (Zelfeffectiviteit) | Ingeschatte beheersing van gedrag (Zelfeffectiviteit) | Ingeschatte beheersing van gedrag (Zelfeffectiviteit) | Ingeschatte beheersing van gedrag (Zelfeffectiviteit) | Ingeschatte beheersing van gedrag (Zelfeffectiviteit) | Ingeschatte beheersing van gedrag (Zelfeffectiviteit) |  |  |          |          |          |          |          |          |  |  |        |        |        |        |        |        |
|                     |                     |                     |                     |                     |                     |  |  | Beheersingsovertuiging | Beheersingsovertuiging | Beheersingsovertuiging | Beheersingsovertuiging | Beheersingsovertuiging | Beheersingsovertuiging |  |  | Ingeschatte beheersing van gedrag (Zelfeffectiviteit) | Ingeschatte beheersing van gedrag (Zelfeffectiviteit) | Ingeschatte beheersing van gedrag (Zelfeffectiviteit) | Ingeschatte beheersing van gedrag (Zelfeffectiviteit) | Ingeschatte beheersing van gedrag (Zelfeffectiviteit) | Ingeschatte beheersing van gedrag (Zelfeffectiviteit) |  |  |          |          |          |          |          |          |  |  |        |        |        |        |        |        |